# 마쓰다이라 미쓰미치

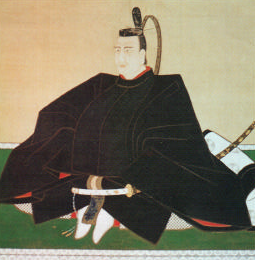
마쓰다이라 미쓰미치

마쓰다이라 미쓰미치(松平光通)는 에도 시대 전기의 다이묘이다. 에치젠 후쿠이번 제4대 번주. 선대 번주 마쓰다이라 다다마사의 장남이자 유키 히데야스의 손자이다. 어머니는 히로하시 가네타카(広橋兼賢)의 딸이다. 정실은 구니히메(国姫, 다카다번주 마쓰다이라 미쓰나가의 딸), 자식은 나오카타(直堅, 장남), 사가번주 나베시마 쓰나시게(鍋島綱茂)의 정실 등이 있다.